# Ford Racing (jogo eletrônico)
Ford Racing é uma série de videogames de corrida com os títulos lançados para PlayStation, PC e Xbox. Existem atualmente quatro jogos da série com o mais recente título, Ford Racing: Off Road, sendo lançado em 29 de julho de 2008.